# Stephanachne
Stephanachne es un género de plantas herbáceas perteneciente a la familia de las poáceas. Es originario de China y este de Rusia.

## Taxonomía
El género  fue descrito por Yi Li Keng y publicado en Contributions from the Biological Laboratory of the Science Society of China : Botanical Series 9(2): 134. 1934.

## Especies
- Stephanachne nigrescens
- Stephanachne pappophorea